# Dream Girl
„Dream Girl” – singel południowokoreańskiej grupy SHINee, wydany cyfrowo 19 lutego 2013 roku w Korei Południowej. Singel promował album studyjny Chapter 1. Dream Girl – The Misconceptions of You. Singel sprzedał się w Korei Południowej w nakładzie 942 747 egzemplarzy (stan na 31 grudnia 2013).
Choreografia do teledysku Dream Girl została opracowana przez Tony'ego Testa. Teledysk do utworu ukazał się 19 lutego 2013 na oficjalnym kanale YouTube wytwórni.
Utwór został nagrany ponownie w języku japońskim i znalazł się na japońskim albumie I'm Your Boy.

## Lista utworów
| Nr | Tytuł        | Słowa             | Muzyka                                                                  | Czas |
| -- | ------------ | ----------------- | ----------------------------------------------------------------------- | ---- |
| 1. | "Dream Girl" | Jun Gan-di, Minho | Hyuk Shin, Jordan Kyle, Ross Lara, Dave Cook, DK, Anthony "TC" Crawford | 3:03 |

## Nagrody
| Rok  | Nagroda                 | Kategoria                           | Rezultat |
| ---- | ----------------------- | ----------------------------------- | -------- |
| 2013 | Mnet Asian Music Awards | Best Dance Performance - Male Group | Wygrana  |

## Notowania
| Lista                          | Pozycja |
| ------------------------------ | ------- |
| Gaon Weekly Digital Chart      | 1       |
| Gaon Monthly Digital Chart     | 10      |
| Gaon Yearly Digital Chart      | 43      |
| Gaon Streaming Chart           | 6       |
| Gaon Weekly Download Chart     | 1       |
| Gaon Monthly Download Chart    | 10      |
| Gaon Yearly Download Chart     | 59      |
| Gaon Mobile Chart              | 3       |
| K-Pop Billboard Weekly Singles | 3       |